# Divanul sau gâlceava înțeleptului cu lumea

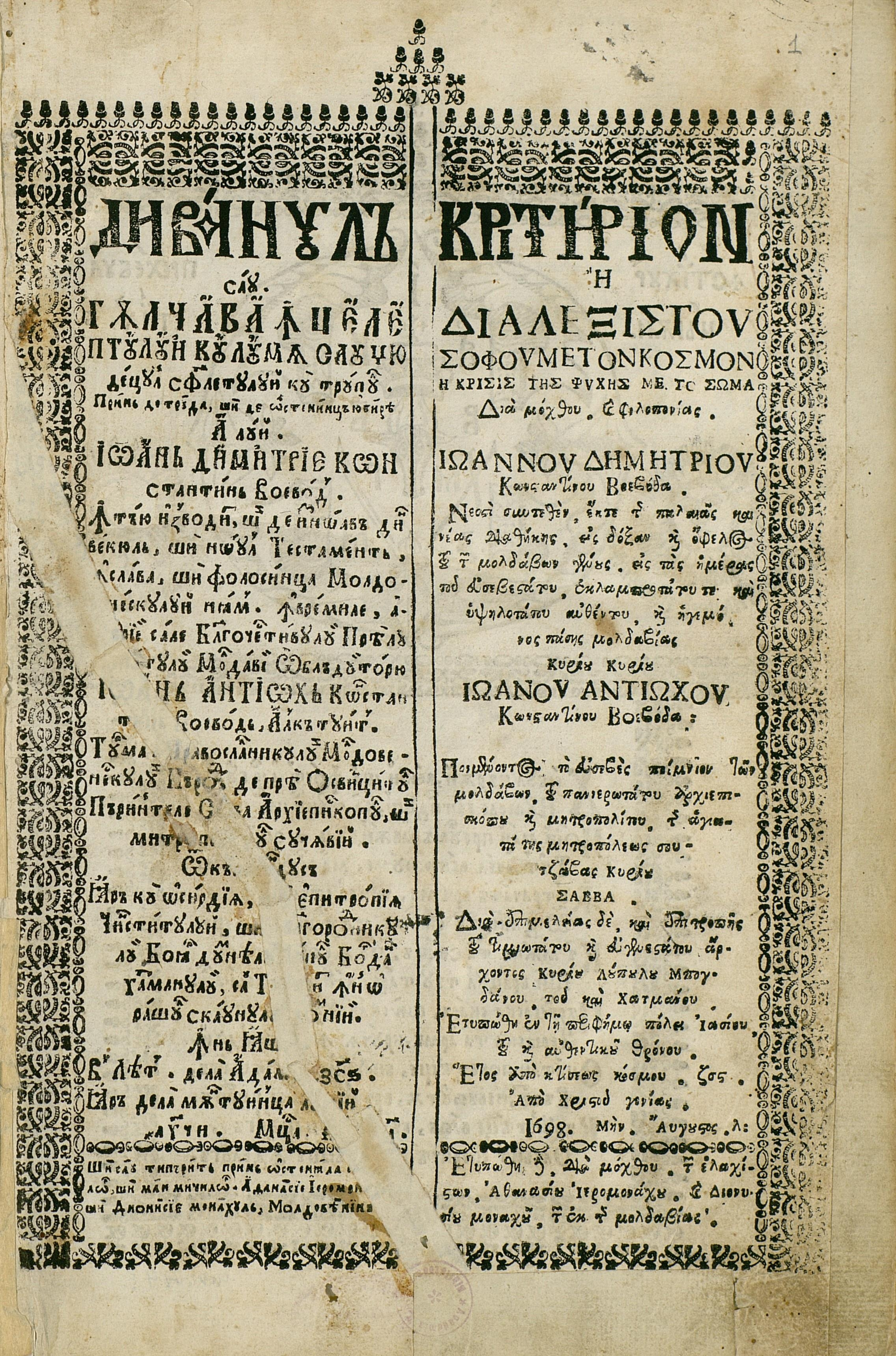
Pagina de titlu a lucrării.

Divanul sau gâlceava înțeleptului cu lumea, scrisă în română și tipărită la Iași în 1698 este una din lucrările fundamentale ale lui Dimitrie Cantemir. 
Această operă este prima lucrare românească originală de gândire religioasă.  Până la Divanul ...lui Cantemir, cărțile religioase la români sunt numai traduceri din limbi străine. În această lucrare întâlnim disputele medievale despre timp, suflet, natură sau conștiință. Dimitrie Cantemir sugerează superioritatea omului asupra celorlalte viețuitoare, face din om un stăpân al lumii, susține superioritatea vieții spirituale asupra condiției biologice a omului, încearcă să definească concepte filozofice și să alcătuiască o terminologie filozofică.
Subiectul cărții, lupta între trup și suflet, între materie și spirit, prin care biserica înțelege lupta între păcat și trăirea mistică, pornește de la epistola lui Pavel către galateeni (trupul se luptă necontenit cu spiritul). Cea mai apropiată ca formă de Divanul lui Cantemir, dintre diferitele opere cu această temă, este Dioptra (Oglinda lumii), scriere a  lui Filip Solitarul , scriitor ascetic bizantin (secolul XI). Concluzia logică a autorului  Dioptrei este disprețuirea lumii și a vieții, ascetismul. Pentru Cantemir, însă, lupta împotriva vieții se dă în viață și nu prin părăsirea ei, prin retragerea în mănăstire. Formula proprie a lui Cantemir este astfel exprimată lapidar: " Câte fortuni în lume sunt, toate omului  a le trage îi este."
Lucrarea este împărțită în trei părți. Prima parte este un dialog între lume și înțelept, în care înțeleptul învinuiește, iar lumea se laudă și se apără. Partea a doua, în care se părăsește forma dialogului, este o culegere de citate, cele mai multe din Vechiul și Noul Testament, urmărind să dovedească pe puncte, învinuirile aduse lumii de înțelept în partea întâi. Partea a treia este intitulată: Pentru a preafericitei între lume și între înțelept sau între trup și suflet pace și pentru vremelnica și vecinica pace, legământ și așezare, așijderea pentru a trecătoarei și viitoarei lumi bună chiverniseală. În partea a treia a Divanului...autorul conchide la o împăcare între înțelept și lume. Pentru Dimitrie Cantemir, un om de credință creștină  nu trebuie să se retragă din lume, ci pe baza unor criterii morale, poate trăi în lume, trebuie chiar să lupte cu primejdiile morale, să înfrunte și să stăpânească patimile lumii.